# 索恩卡特奇
索恩卡特奇（Sonkatch），是印度中央邦德瓦斯县的一个城镇。总人口15543（2001年）。

## 人口
该地2001年总人口15543人，其中男性7989人，女性7554人；0—6岁人口2317人，其中男1241人，女1076人；识字率69.16%，其中男性为76.82%，女性为61.07%。